# Jessica Lange
Jessica Phyllis Lange (* 20. dubna 1949, Cloquet, Minnesota, USA) je americká divadelní a filmová herečka, filmová producentka, fotografka a držitelka Oscara za nejlepší ženský herecký výkon ve filmu Operace Blue Sky z roku 1994. Kromě herectví se Jessica Lange věnuje fotografii, publikovala dvě knihy a zároveň pracuje jako humanitární pracovnice pro UNICEF se specializací na epidemie HIV/AIDS v Kongu a Rusku.
Českému publiku je známá svojí rolí Dwan v americkém dobrodružném filmu režiséra Johna Guillermina King Kong z roku 1976.

## Život a kariéra
Studovala umění a fotografii na Minnesotské univerzitě, kde navázala vztah s fotografem Franciscem "Paco" Grandem. Uzavřeli spolu manželství a Jessica Lange opustila univerzitu ve prospěch cestování se svým mužem po celých Spojených státech. Žili „bohémským životem“ typickým pro pozdní 60. léta. Pak se odstěhovali do Paříže, kde jejich vztah skončil. Lange nicméně zůstala v Paříži a studovala pantomimu u proslulého Étienna Decrouxe. V roce 1973 se vrátila do New Yorku jako svědkyně v aféře Watergate, která nakonec vedla k odstoupení prezidenta Richarda Nixona. Živila se jako servírka v Lion's Head Tavern a byt na Manhattanu sdílela s Jerry Hallem a zpěvačkou Grace Jonesovou. Posléze ji objevil módní ilustrátor Antonio Lopez, a Jessica Lange se stala modelkou pro agenturu Wilhelmina Models do doby, než ji hollywoodský producent Dino De Laurentiis zaměstnal u filmu.
Jejím partnerem byl také tanečník a světová hvězda klasického baletu Michail Baryšnikov (původem Rus), s nímž má dceru Shuru.

## Filmografie

### Filmy
| Rok  | Název                                | Role                      | Poznámky      |
| ---- | ------------------------------------ | ------------------------- | ------------- |
| 1976 | King Kong                            | Dwan                      |               |
| 1979 | All That Jazz                        | Angelique                 |               |
| 1980 | Jak vyzrát na vysoké životní náklady | Louise Travis             |               |
| 1981 | Pošťák vždy zvoní dvakrát            | Cora Smith                |               |
| 1982 | Tootsie                              | Julie Nichols             |               |
| 1982 | Frances                              | Frances Farmer            |               |
| 1984 | Drsná Země                           | Jewell Ivy                | Koproducentka |
| 1985 | Sladké sny                           | Patsy Cline               |               |
| 1986 | Zločiny srdce                        | Margaret Magrath          |               |
| 1988 | Daleký sever                         | Kate                      |               |
| 1988 | Americký idol                        | Babs Rogers Grey          |               |
| 1989 | Hrací skříňka                        | Ann Talbot                |               |
| 1990 | Chlapy neutíkají                     | Beth Macauley             |               |
| 1991 | Mys hrůzy                            | Leigh Bowden              |               |
| 1992 | Noc a město                          | Helen Nasseros            |               |
| 1994 | Operace Blue Sky                     | Carly Marshall            |               |
| 1995 | Ztracený Izailáš                     | Margaret Lewin            |               |
| 1995 | Rob Roy                              | Mary MacGregor            |               |
| 1997 | Prokletá farma                       | Ginny Cook Smith          |               |
| 1998 | Krevní pouto                         | Martha Baring             |               |
| 1998 | Madam Bette                          | Bette                     |               |
| 1999 | Titus                                | Tamora                    |               |
| 2001 | Prozacový národ                      | Paní Wurtzelová           |               |
| 2003 | Inkognito                            | Nina Veronica             |               |
| 2003 | Velká ryba                           | Sandra K. Bloom           |               |
| 2005 | Zlomené květiny                      | Carmen Markowski          |               |
| 2005 | Nechoď klepat na dveře               | Doreen                    |               |
| 2005 | Tam, kde jsem nikdy nebyl            | Katherine Pierson         |               |
| 2006 | Bonneville                           | Arvilla Holden            |               |
| 2012 | Navždy spolu                         | Rita Thornton             |               |
| 2012 | The Big Valley                       | Victoria Barkley          |               |
| 2013 | V tajnosti                           | Madame Raquin             |               |
| 2014 | The Gambler                          | Roberta                   |               |
| 2015 | Wild Oats                            | Maddie                    |               |
| 2020 | The Lonely Doll                      | Edith Stevenson Wright    |               |
| 2020 | Flying Horse                         | Julia Margaret Cameronová |               |

### Televize
| Rok     | Název                               | Role                         | Poznámky                       |
| ------- | ----------------------------------- | ---------------------------- | ------------------------------ |
| 1984    | Kočka na rozpálené plechové střeše  | Maggie                       | TV film                        |
| 1992    | O Pioneers!                         | Alexandra Bergson            | TV film                        |
| 1995    | Tramvaj do stanice Touha            | Blanche DuBois               | TV film                        |
| 1998    | Stories from My Childhood           | The Swan Princess            | díl: „The Prince and the Swan“ |
| 2003    | Normální                            | Irma Applewood               | TV film                        |
| 2007    | Sybil                               | Dr Cornelia Wilbur           | TV film                        |
| 2009    | Grey Gardens                        | Velká Edith Bouvier Bealeová | TV film                        |
| 2011    | American Horror Story: Murder House | Constance Langdon            | 12 dílů                        |
| 2012–13 | American Horror Story: Asylum       | sestra Jude Martin           | 13 dílů                        |
| 2013–14 | American Horror Story: Coven        | Fiona Goode                  | 13 dílů                        |
| 2014–15 | American Horror Story: Freak Show   | Elsa Mars                    | 13 dílů                        |
| 2016    | Horace and Pete                     | Marsha                       | internetový seriál, 3 díly     |
| 2017    | Zlá krev                            | Joan Crawford                | 8 dílů, také producentka       |
| 2018    | American Horror Story: Apocalypse   | Constance Langdon            | 2 díly                         |
| 2019    | Politik                             | Dusty Jackson                | 6 dílů                         |

### Divadlo
| Rok  | Název                      | Role              | Poznámky                            |
| ---- | -------------------------- | ----------------- | ----------------------------------- |
| 1964 | Love Rides the Rails       | Carlotta Cortez   |                                     |
| 1980 | Angel on My Shoulder       |                   | Severní Karolína                    |
| 1992 | Tramvaj do stanice Touha   | Blanche DuBois    | Ethel Barrymore Theatre, Broadway   |
| 1996 | Tramvaj do stanice Touha   | Blanche DuBois    | Londýn                              |
| 2000 | Cesta dlouhého dne do noci | Mary Cavan Tyrone | Lyric Theatre, Londýn               |
| 2005 | Skleněný zvěřinec          | Amanda Wingfield  | Ethel Barrymore Theatre, Broadway   |
| 2016 | Cesta dlouhého dne do noci | Mary Cavan Tyrone | American Airlines Theatre, Broadway |

## Galerie

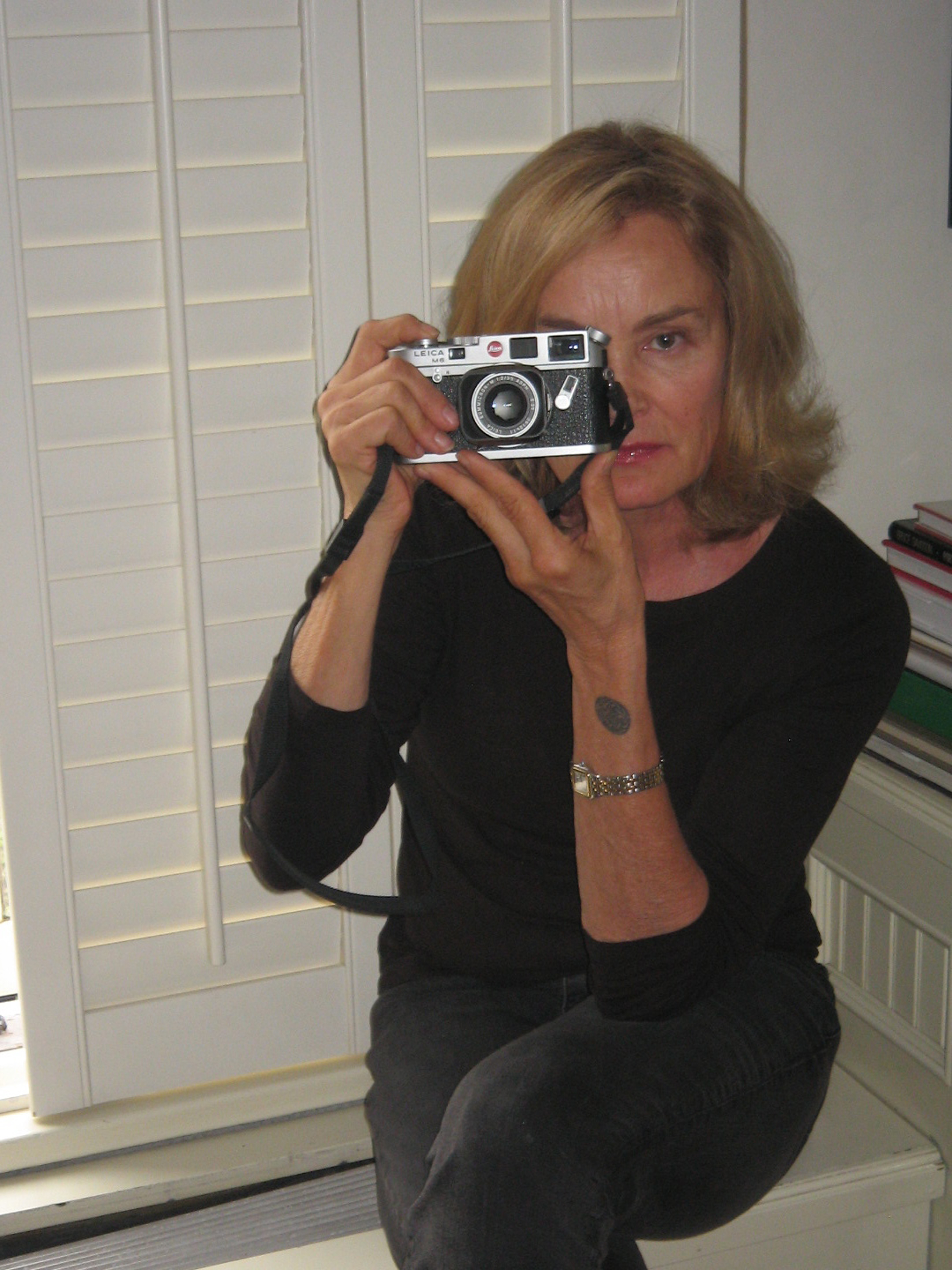
Jessica Lange s fotoparátem Leica
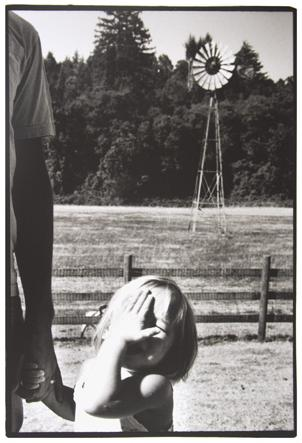
Kalifornie (1992–2008)
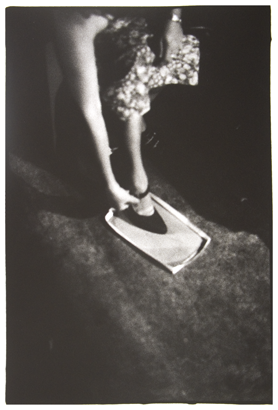
Mexiko (1992–2008)
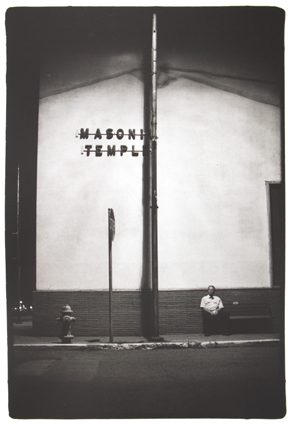
Masone Temple (1992–2008)
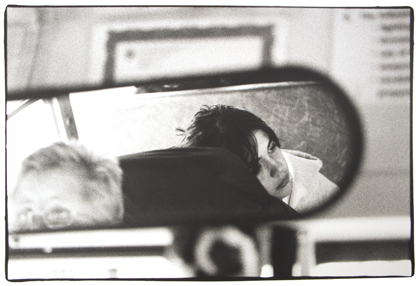
Jedna z černobílých fotografií pořízená Langeovou v letech 1992–2008 v rodné Minnesotě
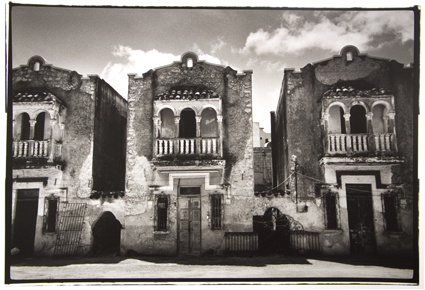
Mexiko (1992–2008)